# Амусго (язык)
Амусго (Amuzgo, Amuzgoan) — ото-мангский язык, на котором говорят около 44 000 человек в регионе Коста-Чика мексиканских штатов Герреро и Оахака. Как и другие ото-мангские языки, амусго тоже является тоновым языком. С точке зрения синтаксиса, амусго может рассматриваться в качестве активного языка. Название Amuzgo, как утверждают, является экзонимом науатль, и его смысл остаётся неясным.
Значительный процент носителей амусго являются одноязычными, остальные также говорят по-испански.
Четыре разновидности амусго официально признаны государственным органом управления — Национальнм институтом коренных языков (исп. Instituto Nacional de Lenguas Indígenas, INALI). К ним относятся:
- Северный амусго (amuzgo del norte, известный как геррерский или хочистлауаканский амусго);
- Южный амусго (amuzgo del sur, до сих пор классифицируется как говор северного амусго);
- Верхневосточный амусго (amuzgo alto del este, известен как оахакский амусго или сан-педро-амусгосский амусго);
- Нижневосточный амусго (amuzgo bajo del este, также известен как ипалапанский амусго).

Как показали тестирования записанного текста, сделанные в 1970-х годах, эти варианты очень похожи, но есть существенное различие между западным вариантом (северный и южный) и восточным вариантом (верхневосточный и нижневосточный). В последние годы были опубликованы три словаря верхневосточного амусго. Для северного амусго словарь до сих пор не опубликован, но он тоже активно создаётся. Нижневосточный и южный амусго всё ещё недостаточно задокументированы, но работа над этим также ведётся.
В то время как миштекская группа языков действительно может быть близка к амусго внутри ото-мангской языковой семьи, имевшие место ранее утверждения, что амусго является частью этой группы, впоследствии были оспорены.

## Фонология

### Согласные
|           | Губ.-губ. | Зуб. | Зуб. | Альвеоляр. | Альвеоляр. | Альвеопалат./ Палат. | Веляр. | Веляр. | Глот. |
| --------- | --------- | ---- | ---- | ---------- | ---------- | -------------------- | ------ | ------ | ----- |
| Нос.      | m         | n    | n    |            |            | ɲ                    |        |        |       |
| Взрыв.    |           | t    | d    | tʲ         | dʲ         |                      | k      | ɡ      | ʔ     |
| Аффр.     |           | t͡s   | t͡s   |            |            | t͡ʃ                   |        |        |       |
| Фрикатив. |           | s    | s    |            |            | ʃ                    |        |        | h     |
| Аппрокс.  |           |      |      |            |            | j                    | w      | w      |       |

|                   | Губ.-губ. | Апико-зуб. | Апико-ламино-/ альвеоляр. | Постальвеоляр. | Палат. | Веляр.  | Глот. |
| ----------------- | --------- | ---------- | ------------------------- | -------------- | ------ | ------- | ----- |
| Нос.              |           | n          | nʲ                        |                |        |         |       |
| Взрыв.            | (p)       | t          | tʲ                        |                |        | k kʷ ⁿk | ʔ     |
| Аффр.             |           | t͡s         |                           | t͡ʃ             |        |         |       |
| Фрикатив.         |           | s          |                           | ʃ              |        |         | h     |
| Латерал. аппрокс. |           | l          |                           |                |        |         |       |
| Центр. аппрокс.   |           |            |                           |                | j      | w       |       |
| Одноудар.         |           | (ɾ)        |                           |                |        |         |       |

### Гласные
|                       | Передний ряд | Передний ряд | Средний ряд | Средний ряд | Задний ряд | Задний ряд |
| шумные                | носовые      | шумные       | носовые     | шумные      | носовые    |            |
| --------------------- | ------------ | ------------ | ----------- | ----------- | ---------- | ---------- |
| Верхний подъём        | i            |              |             |             | u          |            |
| Средне-верхний подъём | e            | ẽ            |             |             | o          | õ          |
| Средне-нижний подъём  | ɛ            | ɛ̃            |             |             | ɔ          | ɔ̃          |
| Нижний подъём         |              |              | ɑ           | ɑ̃           |            |            |

### Тоны
В языке амусго есть три базовых тона: высокий, средний и низкий. Возможны также комбинации тонов в одном слоге. Контур высоко-нижнего общий. Видимо, следующие слова различаются только тоном в Уистепеке: /ha/ (низкий) «кислый», /ha/ (средний) «я», /ha/ (высоко-низкий) «мы» (эксклюзивное), и /ha/ (высокий) «мы» (инклюзивное). Другой пример: /ta/ (низкий) «холм», /ta/ (средний) «толстый», /ta/ (высоко-низкий) «отец» (звательный падеж), /ta/ (высокий) «ломтик».